# IC 1733
IC 1733 — галактика типу E (еліптична галактика) у сузір'ї Трикутник.
Цей об'єкт міститься в оригінальній редакції індексного каталогу.